# HCUAV
El vehículo aéreo no tripulado civil helénico (HCUAV) RX-1 es un proyecto de investigación griego que actualmente ha producido un prototipo de vehículo aéreo no tripulado (UAV) de altitud media y gran autonomía (MALE), con el objetivo de que el avión entre en producción en el futuro y utilizarse en operaciones civiles y potencialmente militares.
El desarrollo comenzó en 2013 y contó con la participación de un consorcio formado por 6 socios, entre ellos tres grupos de investigación universitarios, incluido el Laboratorio de Mecánica de Fluidos y Turbomaquinaria (LFMT) del Departamento de Ingeniería Mecánica de la Universidad Aristóteles de Tesalónica (AUTH), el CSL y el Laboratorio de Robótica y Automatización (LRA), así como tres empresas privadas, incluidas MLS Innovation Ltd , Spacesonic Ltd e Intracom Defense Electronics (IDE) . Es coordinado por la LFMT en la AUTH. El ingeniero jefe del proyecto es el profesor de la AUTH, Dr. Kyriakos Yakinthos.